# Na Koloniach
Na Koloniach – część wsi Roztylice w Polsce, położona w województwie świętokrzyskim, w powiecie ostrowieckim, w gminie Waśniów.
W latach 1975—1998 Na Koloniach administracyjnie należało do województwa kieleckiego.